# Liste des ministres sénégalais des Affaires étrangères
Les ministres des Affaires étrangères de la République du Sénégal :

## Ministres depuis 1960
| Ministre                                                                           | Ministre                            | Ministre                            | Parti                               | Durée                               | Intitulé                                                                           | Début                                    | Fin                                 | Gouvernement                        |
| Présidence de Léopold Sédar Senghor                                                | Présidence de Léopold Sédar Senghor | Présidence de Léopold Sédar Senghor | Présidence de Léopold Sédar Senghor | Présidence de Léopold Sédar Senghor | Présidence de Léopold Sédar Senghor                                                | Présidence de Léopold Sédar Senghor      | Présidence de Léopold Sédar Senghor | Présidence de Léopold Sédar Senghor |
| ---------------------------------------------------------------------------------- | ----------------------------------- | ----------------------------------- | ----------------------------------- | ----------------------------------- | ---------------------------------------------------------------------------------- | ---------------------------------------- | ----------------------------------- | ----------------------------------- |
|                                                                                    |                                     | Doudou Thiam                        | UPS                                 | 2 ans, 2 mois et 5 jours            | Ministre des Affaires étrangères                                                   | 7 septembre 1960                         | 13 mai 1961                         | Dia I                               |
| 13 mai 1961                                                                        | 12 novembre 1962                    | Doudou Thiam                        | UPS                                 | 2 ans, 2 mois et 5 jours            | Ministre des Affaires étrangères                                                   | Dia II                                   |                                     |                                     |
|                                                                                    |                                     | André Guillabert                    | UPS                                 | 1 mois et 7 jours                   | Ministre des Affaires étrangères                                                   | Dia II                                   | 12 novembre 1962                    | 19 décembre 1962                    |
|                                                                                    |                                     | Doudou Thiam                        | UPS                                 | 5 ans, 2 mois et 19 jours           | Ministre des Affaires étrangères                                                   | 19 décembre 1962                         | 9 décembre 1963                     | Senghor I                           |
| Ministre d’État, ministre des Affaires étrangères                                  | 9 décembre 1963                     | Doudou Thiam                        | UPS                                 | 5 ans, 2 mois et 19 jours           | février 1964                                                                       | Senghor II                               |                                     |                                     |
| Ministre d’État, ministre des Affaires étrangères                                  | février 1964                        | Doudou Thiam                        | UPS                                 | 5 ans, 2 mois et 19 jours           | avril 1965                                                                         | Senghor III                              |                                     |                                     |
| Ministre d’État, ministre des Affaires étrangères                                  | avril 1965                          | Doudou Thiam                        | UPS                                 | 5 ans, 2 mois et 19 jours           | 15 juin 1966                                                                       | Senghor IV                               |                                     |                                     |
| Ministre d’État, ministre des Affaires étrangères                                  | 15 juin 1966                        | Doudou Thiam                        | UPS                                 | 5 ans, 2 mois et 19 jours           | 9 mars 1968                                                                        | Senghor V                                |                                     |                                     |
|                                                                                    |                                     | Alioune Badara Mbengue              | UPS                                 | 2 mois et 28 jours                  | Ministre des Affaires étrangères                                                   | 9 mars 1968                              | 6 juin 1968                         | Senghor VI                          |
|                                                                                    |                                     | Amadou Karim Gaye                   | UPS                                 | 4 ans et 2 jours                    | Ministre des Affaires étrangères                                                   | 6 juin 1968                              | 28 février 1970                     | Senghor VII                         |
| 28 février 1970                                                                    | 14 décembre 1970                    | Amadou Karim Gaye                   | UPS                                 | 4 ans et 2 jours                    | Ministre des Affaires étrangères                                                   | Diouf I                                  |                                     |                                     |
| 14 décembre 1970                                                                   | 10 avril 1971                       | Amadou Karim Gaye                   | UPS                                 | 4 ans et 2 jours                    | Ministre des Affaires étrangères                                                   | Diouf II                                 |                                     |                                     |
| 10 avril 1971                                                                      | 8 juin 1972                         | Amadou Karim Gaye                   | UPS                                 | 4 ans et 2 jours                    | Ministre des Affaires étrangères                                                   | Diouf III                                |                                     |                                     |
|                                                                                    |                                     | Coumba Ndoffène Diouf               | UPS                                 | 9 mois et 28 jours                  | Ministre des Affaires étrangères                                                   | 8 juin 1972                              | 5 avril 1973                        | Diouf IV                            |
|                                                                                    |                                     | Assane Seck                         | UPS / PS                            | 4 ans, 11 mois et 8 jours           | Ministre des Affaires étrangères                                                   | 5 avril 1973                             | 16 février 1974                     | Diouf V                             |
| 16 février 1974                                                                    | 21 novembre 1975                    | Assane Seck                         | UPS / PS                            | 4 ans, 11 mois et 8 jours           | Ministre des Affaires étrangères                                                   | Diouf VI                                 |                                     |                                     |
| Ministre d'État, ministre des Affaires étrangères                                  | 21 novembre 1975                    | Assane Seck                         | UPS / PS                            | 4 ans, 11 mois et 8 jours           | 13 mars 1978                                                                       | Diouf VII, Diouf VIII, Diouf IX, Diouf X |                                     |                                     |
|                                                                                    |                                     | Babacar Bâ                          | PS                                  | 8 mois et 6 jours                   | Ministre d'État, ministre des Affaires étrangères                                  | Diouf VII, Diouf VIII, Diouf IX, Diouf X | 15 mars 1978                        | 19 septembre 1978                   |
|                                                                                    |                                     | Moustapha Niasse                    | PS                                  | 2 ans, 1 mois et 17 jours           | Ministre des Affaires étrangères                                                   | Diouf VII, Diouf VIII, Diouf IX, Diouf X | 19 septembre 1978                   | 5 janvier 1981                      |
| Présidence d'Abdou Diouf                                                           |                                     |                                     |                                     |                                     |                                                                                    |                                          |                                     |                                     |
|                                                                                    |                                     | Moustapha Niasse                    | PS                                  | 3 ans, 9 mois et 4 jours            | Ministre d'État, ministre des Affaires étrangères                                  | 5 janvier 1981                           | 3 avril 1983                        | Thiam I                             |
| Premier ministre intérimaire et ministre d'État, ministre des Affaires étrangères  | 3 avril 1983                        | Moustapha Niasse                    | PS                                  | 3 ans, 9 mois et 4 jours            | 1er mai 1983                                                                       | Niasse I                                 |                                     |                                     |
| Ministre d'État, ministre des Affaires étrangères                                  | 1er mai 1983                        | Moustapha Niasse                    | PS                                  | 3 ans, 9 mois et 4 jours            | 9 octobre 1984                                                                     | Diouf XI                                 |                                     |                                     |
|                                                                                    |                                     | Ibrahima Fall                       |                                     | 5 ans, 5 mois et 18 jours           | Ministre des Affaires étrangères                                                   | Diouf XI                                 | 9 octobre 1984                      | 27 mars 1990                        |
|                                                                                    |                                     | Seydina Oumar Sy                    | PS                                  | 1 an et 12 jours                    | Ministre des Affaires étrangères                                                   | Diouf XI                                 | 27 mars 1990                        | 8 avril 1991                        |
|                                                                                    |                                     | Djibo Leyti Kâ                      | PS                                  | 2 ans, 1 mois et 25 jours           | Ministre des Affaires étrangères                                                   | Diouf XI                                 | 8 avril 1991                        | 2 juin 1993                         |
|                                                                                    |                                     | Moustapha Niasse                    | PS                                  | 5 ans, 1 mois et 2 jours            | Ministre d'État, ministre des Affaires étrangères et des Sénégalais de l'extérieur | 2 juin 1993                              | 15 mars 1995                        | Thiam II                            |
| 15 mars 1995                                                                       | 4 juillet 1998                      | Moustapha Niasse                    | PS                                  | 5 ans, 1 mois et 2 jours            | Ministre d'État, ministre des Affaires étrangères et des Sénégalais de l'extérieur | Thiam III                                |                                     |                                     |
|                                                                                    |                                     | Jacques Baudin                      | PS                                  | 1 an, 8 mois et 30 jours            | Ministre des Affaires étrangères et des Sénégalais de l'extérieur                  | 4 juillet 1998                           | 3 avril 2000                        | Loum                                |
| Présidence d'Abdoulaye Wade                                                        |                                     |                                     |                                     |                                     |                                                                                    |                                          |                                     |                                     |
|                                                                                    |                                     | Cheikh Tidiane Gadio                | PDS                                 | 9 ans, 5 mois et 26 jours           | Ministre des Affaires étrangères et des Sénégalais de l'extérieur                  | 5 avril 2000                             | 3 mars 2001                         | Niasse II                           |
| 3 mars 2001                                                                        | 4 novembre 2002                     | Cheikh Tidiane Gadio                | PDS                                 | 9 ans, 5 mois et 26 jours           | Ministre des Affaires étrangères et des Sénégalais de l'extérieur                  | Boye                                     |                                     |                                     |
| Ministre d'Etat, ministre des Affaires étrangères et des Sénégalais de l'extérieur | 6 novembre 2002                     | Cheikh Tidiane Gadio                | PDS                                 | 9 ans, 5 mois et 26 jours           | 21 avril 2004                                                                      | Seck                                     |                                     |                                     |
| Ministre d'Etat, ministre des Affaires étrangères                                  | 21 avril 2004                       | Cheikh Tidiane Gadio                | PDS                                 | 9 ans, 5 mois et 26 jours           | 23 novembre 2006                                                                   | Sall I                                   |                                     |                                     |
| Ministre d'Etat, ministre des Affaires étrangères                                  | 23 novembre 2006                    | Cheikh Tidiane Gadio                | PDS                                 | 9 ans, 5 mois et 26 jours           | 19 juin 2007                                                                       | Sall II                                  |                                     |                                     |
| Ministre d'Etat, ministre des Affaires étrangères                                  | 19 juin 2007                        | Cheikh Tidiane Gadio                | PDS                                 | 9 ans, 5 mois et 26 jours           | 30 avril 2009                                                                      | Soumaré                                  |                                     |                                     |
| Ministre d'Etat, ministre des Affaires étrangères                                  | 1er mai 2009                        | Cheikh Tidiane Gadio                | PDS                                 | 9 ans, 5 mois et 26 jours           | 1er octobre 2009                                                                   | Ndiaye                                   |                                     |                                     |
|                                                                                    |                                     | Madické Niang                       | PDS                                 | 2 ans, 6 mois et 2 jours            | Ministre d'Etat, ministre des Affaires étrangères                                  | Ndiaye                                   | 1er octobre 2009                    | 3 avril 2012                        |
| Présidence de Macky Sall                                                           |                                     |                                     |                                     |                                     |                                                                                    |                                          |                                     |                                     |
|                                                                                    |                                     | Alioune Badara Cissé                | APR                                 | 6 mois et 25 jours                  | Ministre des Affaires étrangères et des Sénégalais de l'extérieur                  | 4 avril 2012                             | 29 octobre 2012                     | Mbaye                               |
|                                                                                    |                                     | Mankeur Ndiaye                      | APR                                 | 4 ans, 10 mois et 9 jours           | Ministre des Affaires étrangères et des Sénégalais de l'extérieur                  | 29 octobre 2012                          | 1er septembre 2013                  | Mbaye                               |
| 2 septembre 2013                                                                   | 6 juillet 2014                      | Mankeur Ndiaye                      | APR                                 | 4 ans, 10 mois et 9 jours           | Ministre des Affaires étrangères et des Sénégalais de l'extérieur                  | Touré                                    |                                     |                                     |
| 6 juillet 2014                                                                     | 7 septembre 2017                    | Mankeur Ndiaye                      | APR                                 | 4 ans, 10 mois et 9 jours           | Ministre des Affaires étrangères et des Sénégalais de l'extérieur                  | Dionne I                                 |                                     |                                     |
|                                                                                    |                                     | Sidiki Kaba                         |                                     | 1 an, 6 mois et 29 jours            | Ministre des Affaires étrangères et des Sénégalais de l'extérieur                  | 7 septembre 2017                         | 5 avril 2019                        | Dionne II                           |
|                                                                                    |                                     | Amadou Ba                           | APR                                 | 1 an, 6 mois et 27 jours            | Ministre des Affaires étrangères et des Sénégalais de l'extérieur                  | 5 avril 2019                             | 14 mai 2019                         | Dionne III                          |
| 14 mai 2019                                                                        | 1er novembre 2020                   | Amadou Ba                           | APR                                 | 1 an, 6 mois et 27 jours            | Ministre des Affaires étrangères et des Sénégalais de l'extérieur                  | Sall III                                 |                                     |                                     |
|                                                                                    |                                     | Aïssata Tall Sall                   | PS                                  | 2 ans, 11 mois et 10 jours          | Ministre des Affaires étrangères et des Sénégalais de l'extérieur                  | 1er novembre 2020                        | 17 septembre 2022                   | Sall IV                             |
| 17 septembre 2022                                                                  | 11 octobre 2023                     | Aïssata Tall Sall                   | PS                                  | 2 ans, 11 mois et 10 jours          | Ministre des Affaires étrangères et des Sénégalais de l'extérieur                  | Ba I                                     |                                     |                                     |
|                                                                                    |                                     | Ismaïla Madior Fall                 | Indépendant                         | 4 mois et 24 jours                  | Ministre des Affaires étrangères et des Sénégalais de l'extérieur                  | 11 octobre 2023                          | 6 mars 2024                         | Ba II                               |
|                                                                                    |                                     | Mankeur Ndiaye                      | Indépendant                         | 1 an, 4 mois et 29 jours            | Ministre des Affaires étrangères et des Sénégalais de l'extérieur                  | 9 mars 2024                              | 2 avril 2024                        | Kaba                                |
| Présidence de Bassirou Diomaye Faye                                                |                                     |                                     |                                     |                                     |                                                                                    |                                          |                                     |                                     |
|                                                                                    |                                     | Yacine Fall                         | PASTEF                              | 1 an, 4 mois et 2 jours             | Ministre de l'Intégration africaine et des Affaires étrangères                     | 5 avril 2024                             | En fonction                         | Sonko                               |

## Ministres délégués et secrétaires d'Etat
| Ministre | Ministre                | Parti | Durée                     | Intitulé | Début             | Fin                | Gouvernement |
| -------- | ----------------------- | ----- | ------------------------- | --- | ----------------- | ------------------ | ------------ |
|          | Seynabou Gaye Touré     | APR   | 10 mois et 3 jours        | Ministre déléguée auprès du ministre des Affaires étrangères et des Sénégalais de l'extérieur, chargée des Sénégalais de l’extérieur | 29 octobre 2012   | 1er septembre 2013 | Mbaye        |
|          | Souleymane Jules Diop   | APR   | 11 mois et 16 jours       | Secrétaire d'État auprès du ministre des Affaires étrangères et des Sénégalais de l'extérieur, chargé des Sénégalais de l'extérieur  | 6 juillet 2014    | 22 juin 2015       | Dionne I     |
|          | Moïse Diar Diégane Sarr | APR   | 1 an, 11 mois et 16 jours | Secrétaire d'État auprès du ministre des Affaires étrangères et des Sénégalais de l'extérieur, chargé des Sénégalais de l'extérieur  | 1er novembre 2020 | 17 octobre 2022    | Sall IV      |